# Graphania boldensis
Graphania boldensis är en fjärilsart som beskrevs av John Tenison Salmon 1956. Graphania boldensis ingår i släktet Graphania och familjen nattflyn. Inga underarter finns listade i Catalogue of Life.